# Dům č. 1 v ulici Farné ve Štětíně
Dům č. 1 v ulici Farné je budova na rohu Farné ulice a Mariánského náměstí na štětínským sídlišti Staré Město, ve čtvrti Śródmieście. Je známá jako rodiště pozdější carevny Kateřiny II. Jedná se o jediný zachovaný předválečný dům v ulici Farné. Dnes je zde jedna z poboček Všeobecné pojišťovací společnosti (polsky Powszechny Zakład Ubezpieczeń).

## Historie
V 18. století byl majitelem budovy předseda obchodní komory. V té době předseda pronajal budovu knížeti Kristiánovi Augustu Anhaltsko-Zerbstskému, pozdějšímu veliteli štětínské pevnosti. V roce 1729 se v budově narodila dcera knížete, princezna Sophie Friederike Auguste von Anhalt-Zerbst (pozdější císařovna Kateřina II. Veliká). V budově žila několik let a poté se se svou rodinou přestěhovala do západního křídla Hradu Pomořanských vévodů. V roce 1889 byla na budově na památku narození carevny odhalena pamětní deska v ruštině a němčině. Ve 20. letech 20. století sídlil v budově krajský úřad kraje Randow (Landratsamt des Kreis Randow). V roce 1944 byl dům během bombardování poškozen. Po poválečné rekonstrukci ztratil veškeré fasádní dekorace. V letech 1994–1995 byla budova rekonstruována. Získala postmoderní fasádu s podrobnostmi odkazujícími na její původní vzhled.